# Dragoljub Velimirović
Dragoljub Velimirović (en serbi cirílic: Драгољуб Велимировић) (Valjevo, 12 de maig de 1942 - 22 de maig de 2014) fou un jugador d'escacs serbi, que havia jugat anteriorment sota bandera iugoslava, i que tenia el títol de Gran Mestre des de 1973.
A la llista d'Elo de la FIDE de setembre de 2011, hi tenia un Elo de 2407 punts, cosa que en feia el jugador número 73 (en actiu) de Sèrbia. El seu màxim Elo va ser de 2575 punts, a la llista de gener de 1986.

## Resultats destacats en competició
Va aprendre a jugar als escacs als set anys, mercès a la seva mare Jovanka Velimirović (1910–1972), qui fou una de les millors jugadores de Iugoslàvia abans de la II Guerra Mundial. Va viure a Belgrad des de 1960.
La FIDE li va atorgar els títols de Mestre Internacional el 1972 i el de Gran Mestre el 1973. Va guanyar tres cops el Campionat d'escacs de Iugoslàvia, a Vrnjacka Banja 1970 (amb Milan Vukić), a Novi Sad 1975 (en solitari) i a Nikšić/Belgrad 1997 (també en solitari).
Velimirović va jugar molts cops amb l'equip nacional de Iugoslàvia; una de les primeres vegades fou pel Matx URSS vs Iugoslàvia a Ohrid 1972, en el qual derrotà de manera molt remarcable Rafael Vaganian a la primera ronda. Al Campionat d'Europa per equips entre 1970 i 1977 hi va tenir una actuació brillant, guanyant diverses medalles d'argent i de bronze, tant per la seva actuació individual, com per equips. A l'Olimpíada d'escacs de Niça 1974, hi guanyà dues medalles d'argent (una per equips i una d'individual). També va guanyar una medalla de plata amb l'equip iugoslau en la seva participació en el Campionat del món per equips nacionals a Lucerna 1989.
Pel que fa als cicles pel Campionat del món, guanyà els Zonals de Praia da Rocha 1978 i Budva 1981. Va participar en tres Torneigs Interzonals, a Rio de Janeiro 1979, Moscou 1982 i Szirák 1987, tot i que mai no es va classificar per a la fase de Candidats.
Velimirović és conegut pel seu estil d'atac i per la seva capacitat de visualitzar possibilitats de sacrificis. Tot i que els seus escacs espectaculars l'han fet popular entre els aficionats, cada partida li suposava un gran esforç, i això li ha suposat un handicap per arribar a tenir grans èxits. Els seus primers èxits en torneigs es produïren a Skopje 1971 (2n=, rere Lev Polugaievski, empatat amb Albin Planinc), Vrnjacka Banja 1973 (1r), Novi Sad 1976 (2n, rere Jan Smejkal, per davant de Vlastimil Hort i Svetozar Gligorić) i Albufeira 1978 (1r, per davant de Ljubomir Ljubojević). Va tenir també alguns èxits els 1980 i començaments dels 90, amb victòries a Titograd 1984, Vršac 1987 i Niksic 1994.

## Contribucions a la teoria dels escacs
En la teoria d'obertures hi ha una aguda i popular variant de la defensa siciliana anomenada atac Velimirović, que es caracteritza per la seqüència de moviments: 1. e4 c5 2. Cf3 d6 3. d4 cxd4 4. Cxd4 Cf6 5. Cc3 Cc6 6. Ac4 e6 7. Ae3 Ae7 8. De2 ... intentant 9. 0-0-0. És semblant a l'atac iugoslau de la variant del drac de la defensa siciliana, però no tant poderós ni arriscat, degut al fet que l'alfil negre no és a la gran diagonal.